# We Are Domi
I We Are Domi, precedentemente noti come Domi, sono un gruppo musicale ceco-norvegese composto dalla cantante Dominika Hašková, dal chitarrista Casper Hatlestad e dal tastierista Benjamin Rekstad.
Hanno rappresentato la Repubblica Ceca all'Eurovision Song Contest 2022 con il brano Lights Off.

## Storia
Il gruppo si è formato a Londra nel 2018, quando la cantante ceca Dominika Hašková, figlia dell'ex giocatore di hockey Dominik Hašek, ha incontrato i musicisti di origine norvegese Casper Hatlestad e Benjamin Rekstad durante il periodo di studi al Conservatorio musicale di Leeds.
L'anno successivo, dopo la loro laurea, i tre musicisti si sono stabiliti a Praga e dà lì hanno dato il via al loro progetto artistico iniziando a suonare insieme sotto il nome Domi, ispirato al soprannome della frontwoman. Nello stesso anno hanno pubblicato il loro singolo di debutto, Let Me Follow, seguito dal singolo Wouldn't That Be Nice.
Il 6 dicembre 2021 il gruppo, accreditato con il nuovo nome, è stato confermato come uno dei sette partecipanti a Eurovision Song CZ, il processo di selezione del rappresentante ceco all'Eurovision Song Contest 2022, con il brano Lights Off. Il successivo 16 dicembre, durante l'evento, sono risultati i preferiti della giuria e del voto online internazionale, ottenendo abbastanza punti per vincere la competizione e diventando ufficialmente i rappresentanti eurovisivi cechi a Torino. Nel maggio successivo, dopo essersi qualificati dalla seconda semifinale, i We Are Domi si sono esibiti nella finale eurovisiva, dove si sono piazzati al 22º posto su 25 partecipanti con 38 punti totalizzati.

## Formazione
- Dominika Hašková – voce (dal 2018)
- Casper Hatlestad – chitarra (dal 2018)
- Benjamin Rekstad – tastiere (dal 2018)

## Discografia

### EP
- 2023 – We Are Domi

### Singoli
- 2019 – Let Me Follow
- 2019 – Wouldn't That Be Nice
- 2020 – I'm Not Alright
- 2020 – Someone New
- 2021 – Come Get Lost
- 2021 – Lights Off
- 2022 – Alive
- 2023 – Paradise
- 2023 – FU
- 2023 – Say the Word
- 2023 – Golden
- 2024 – Glow
- 2024 – Love Every Part of It
- 2025 – Underdog
- 2025 – Getaway
- 2025 – If I'm Honest

#### Come artista ospite
- 2020 – Firme (Sick Bicers feat. We Are Domi)
- 2022 – High-Speed Kissing (Lake Malawi feat. We Are Domi)
- 2024 – Novocaine Rush (Tom Sean feat. We Are Domi)